# Péninsule de Kabetogama
Pour les articles homonymes, voir Kabetogama.
La péninsule de Kabetogama est une péninsule lacustre au nord de l'État américain du Minnesota. Baignée par le lac à la Pluie au nord et le lac Kabetogama au sud, elle relève principalement du comté de Saint Louis et dans une moindre mesure du comté de Koochiching. Elle est protégée au sein du parc national des Voyageurs.